# Roslags Näsby (stacja kolejowa)
Roslags Näsby (szwedzki: Roslags Näsby station) – stacja kolejowa w Roslags Näsby, w Gminie Täby, w regionie Sztokholm, w Szwecji. Tworzy węzeł na Roslagsbanan, gdzie linia ta rozgałęzia się do Kårsta (dawniej Rimbo i Norrtäljegatan) i do Österskär.
Stacja na Roslagsbanan pierwotnie została nazwana Näsby, po zamku Näsby i otwarto ją w 1884. Od 1901 roku Näsby stała się węzłem, gdy otwarto linię do Åkersberga (od 1906 także Österskär). W 1916 zmieniono nazwę na obecną. Stacja posiada dwa perony w tym jeden wyspowy. W sąsiedztwie dworca jest parking podmiejski.

## Linie kolejowe
- Roslagsbanan